# Чинампа-де-Горостиса (муниципалитет)
Чинампа-де-Горостиса (исп. Chinampa de Gorostiza) — муниципалитет в Мексике, штат Веракрус, расположен в регионе Верхняя Уастека. Административный центр — Чинампа-де-Горостиса.

## Состав
В муниципалитет входит 69 населённых пунктов.